# Campionati italiani assoluti di scherma del 1998
I Campionati italiani assoluti di scherma del 1998 sono stati organizzati dalla Federazione Italiana Scherma e si sono svolti a Bari in Puglia.
Nel fioretto, si sono aggiudicati i titoli dei campionati italiani Matteo Zennaro, alla sua prima affermazione, e Valentina Vezzali (6º titolo nazionale).
Nella spada Alfredo Rota ha vinto il suo primo titolo tra gli uomini, mentre tra le donne c'è stato il settimo sigillo di Elisa Uga.
Nella sciabola Luigi Tarantino ha vinto il titolo nazionale maschile.
Nei campionati italiani a squadre maschili il Centro Sportivo Carabinieri ha vinto in tutte e tre le specialità.
Nei campionati italiani a squadre femminili il Club Scherma Jesi ha trionfato nel fioretto, mentre la Società del Giardino Milano ha vinto nella spada.

## Podi

### Uomini
| Specialità  | Oro                                             | Argento | Bronzo |
| Individuali |                                                 |         |        |
| Fioretto    | Matteo Zennaro                                  | -       | -      |
| Spada       | Alfredo Rota                                    | -       | -      |
| Sciabola    | Luigi Tarantino                                 | -       | -      |
| A squadre   |                                                 |         |        |
| Fioretto    | Carabinieri Salvatore Sanzo Matteo Zennaro -    | -       | -      |
| Spada       | Carabinieri Alfredo Rota -                      | -       | -      |
| Sciabola    | Carabinieri Giampiero Pastore Luigi Tarantino - | -       | -      |

### Donne
| Specialità  | Oro                                   | Argento | Bronzo |
| Individuali |                                       |         |        |
| Fioretto    | Valentina Vezzali                     | -       | -      |
| Spada       | Elisa Uga                             | -       | -      |
| A squadre   |                                       |         |        |
| Fioretto    | Club Scherma Jesi Valentina Vezzali - | -       | -      |
| Spada       | Società del Giardino Milano -         | -       | -      |